# Хлебников, Кирилл Тимофеевич
Кири́лл Тимофе́евич Хле́бников (1784 — 15 [27] апреля 1838, Санкт-Петербург) — русский учёный, этнограф, этнолог, русский писатель

, путешественник; член-корреспондент Петербургской Академии наук, директор Российско-Американской компании, биограф первооткрывателей Русской Америки.

## Биография
Сын городского головы Кунгура. Возможно, происходил из великоустюгских купцов. В дневнике Хлебникова имеется изображение родословного древа его семьи, начиная с прапрапрадеда — Кузьмы Хлебникова — выходца из Новгорода.
Датой рождения К. Т. Хлебникова Н. А. Полевой называет 1776 г., Б. Н. Вишневский— 1780 г., Л. С. Кашихин по материалам архивов кунгурского магистрата, городской думы и городового старосты (ГАПК) установил иную дату — январь или февраль 1785 г. Последняя дата, в отличие от первых двух, обоснована документально и согласуется с датой написания Хлебниковым статьи «Взгляд на полвека моей жизни» (1836 г.). Но если принять эту дату, то в декабре 1800 г., когда Хлебников завербовался на службу компании, ему должно было бы быть 15 лет и 9—10 месяцев, что отдельными биографами необоснованно признаётся маловероятным. В 1979 г. по материалам личного архива Хлебникова «установлена» ещё одна дата рождения — 18 марта 1784 г., которая уточняет и отодвигает на год дату А. С. Кашихина, но таких записей не имеется ни в одной из трёх кунгурских церквей, а также ни в одной из сохранившихся книг пермских и красноуфимских церквей за 1784 год.
В 1801 году стал приказчиком Российско-американской компании, объездил все тунгусские и коряцкие округа, служил на Камчатке. В 1814 году был назначен правителем главной (Кадьякской) компанейской конторы в Америке (помощником А. А. Баранова) на место погибшего годом ранее по пути к месту службы Тертия Борноволокова; в этой должности он пробыл 16 лет, посетил Калифорнию, Мексику, Перу, Чили.
В 1818–1832 гг., после отставки Баранова, — правитель Новоархангельской конторы РАК на острове Ситке и помощник пяти сменившихся за это время Главных правителей Русской Америки (Л. А. Гагемейстера, С. И. Яновского, М. И. Муравьёва, П. Е. Чистякова и Ф. П. Врангеля).
Объездил всю Русскую Америку. С 1833 года состоял правителем дел, а с 1835 года — и одним из директоров Российско-американской компании.
Живя в Америке, он присылал свои находки и приобретения в зоологический музей Императорской Академии Наук, а поселившись в Санкт-Петербурге напечатал «Жизнеописание А. А. Баранова» (Санкт-Петербург, 1835), «Взгляд на полвека моей жизни» («Сын Отечества», 1836, том CLXXV), несколько статей в «Энциклопедическом лексиконе», «Жизнеописание Григория Ивановича Шелехова» («Русский Инвалид», 1838, № 77—84; перепечатано в «Журнале для чтения воспитательных военно-учебных заведений») и «Отрывки из записок русского путешественника в Бразилии» («Северная Пчела», 1838). Незадолго до гибели А. С. Пушкина предложил ему для опубликования в «Современнике» или каком-либо другом журнале свое введение в историческое обозрение российских владений в Америке.
Занимался также изучением быта и культуры народов Дальнего Востока и Северо-западной Америки. В 1837 году избран член-корреспондентом Петербургской академии наук за многочисленные работы по Русской Америке и за сбор коллекций для музеев Академии наук).
Пожертвованная им библиотека послужила основанием публичной библиотеки в Кунгуре. (См. Д. Смышляев «Источники и пособия для изучения Пермского края» (Пермь, 1876); 6 выпуск «Сборника материалов для ознакомления с Пермской губернией»).
Похоронен на Волковом православном кладбище Санкт-Петербурга в 1838 г.

## Память
Имя Хлебникова носит основанная в Кунгуре по его завету библиотека.
Именем Хлебникова назван мыс на островах Ближних (мыс Хлебникова, Алеутские острова, 52°56′ с.ш., 173°18′ в.д., название присвоено в 1827 году А. К. Этолиным).